# NGC 2966
NGC 2966 (również PGC 27734 lub UGC 5181) – galaktyka spiralna z poprzeczką (SBbc), znajdująca się w gwiazdozbiorze Sekstantu. Odkrył ją Édouard Jean-Marie Stephan 16 marca 1884 roku.
W galaktyce tej zaobserwowano supernową SN 2011in.